# Shun (cuchillos)
Shun es una marca de cuchillos de cocina propiedad de KAI Group, con base en Tokio, Japón. En los Estados Unidos la marca está disponible a través de Kai USA (con sede en Tualatin, Oregón) —junto con las marcas Kershaw Knives y Zero Tolerance Knives—.

## Historia
Los orígenes de Kai Group se remontan a 1908, cuando su fundador, Saijiro Endo estableció la empresa en Seki, Japón. La compañía produjo varias navajas a lo largo del siglo XX, incluidos cuchillos plegables, navajas de afeitar y cubiertos de cocina En 2002, Kai introdujo la marca Shun Cutlery en el mercado occidental.

## Productos
Shun Cutlery produce varias líneas de cuchillos de cocina en su planta en Seki, Japón y tiene presencia en más de 30 países.
Serie Shun
| - Classic - Classic Pro - Dual Core - Fuji | - Hikari - Hiro - Kaji - Kanso | - Premier - Shun Blue - Sora |

### Premios
Shun fue reconocido en el show anual (Blade Show) de Atlanta, Georgia. Adicionalmente durante el Foro Internacional de Diseño presentó el cuchillo para cebolla Shun/Ken obteniendo el premio iF Product Design Award en 2005.
- El Hollow-Ground Santoku de la línea Shun Classic fue el primer cuchillo en obtener un premio por su hoja, ganando el premio al cuchillo del año en 2003.